# إسبلكنون كروي
سبلكنون كروي (الاسم العلمي:Splachnum sphaericum) هو نوع من النباتات يتبع جنس السبلكنون من الفصيلة السبلكنونية.